# Puerto Rico International 2007
Die Puerto Rico International 2007, internationale Meisterschaften im Badminton, fanden vom 4. bis zum 7. Oktober 2007 statt.

## Sieger und Platzierte
| Disziplin    | Gold                               | Silber                       | Bronze                            |
| ------------ | ---------------------------------- | ---------------------------- | --------------------------------- |
| Herreneinzel | José Antonio Crespo                | Andrés Corpancho             | Mathew Fogarty                    |
| Herreneinzel | José Antonio Crespo                | Andrés Corpancho             | Guilherme Pardo                   |
| Dameneinzel  | Lucía Tavera                       | Jie Meng                     | Deyanira Angulo                   |
| Dameneinzel  | Lucía Tavera                       | Jie Meng                     | Jennifer Coleman                  |
| Herrendoppel | Guilherme Kumasaka Guilherme Pardo | Dean Schoppe Mathew Fogarty  | José Mercado Jonathan Ruperto     |
| Herrendoppel | Guilherme Kumasaka Guilherme Pardo | Dean Schoppe Mathew Fogarty  | Hector Rios Saul Soto             |
| Damendoppel  | Jennifer Coleman Lauren Todt       | Jie Meng Valeria Rivero      | Jaylene Forestier Keara Gonzalez  |
| Damendoppel  | Jennifer Coleman Lauren Todt       | Jie Meng Valeria Rivero      | Irytsha Gonzalez Daneysha Santana |
| Mixed        | Andrés Corpancho Valeria Rivero    | Hector Rios Irytsha Gonzalez | Saul Soto Jaylene Forestier       |
| Mixed        | Andrés Corpancho Valeria Rivero    | Hector Rios Irytsha Gonzalez | Francis Sustache Daneysha Santana |